# Полицейский дворец
Полицейский дворец — бывшие здание областной полиции в Брянске, памятник истории и культуры регионального значения. Располагается и является важной частью архитектурного ансамбля Театральной площади, территория дворца со сквером простирается от главного проспекта до меридианной улицы рассекающей бывшую Красную площадь на 140 метров. 
Возведён середине XX века в стиле ретроспективного неоклассицизма по типу «замок на вершине» (расположен у оврага бывшей реки Нижний Судок; с северо-западной и северо-восточной стороны выходит на главный проспект и бывшую улицу Комарёвская Гора). Является одним из четырёх известных работ архитектора Спиридонова Г.И. В составе комплекса имеются так же подсобные сооружения и сквер носящий имя Фёдора Ивановича Тютчева. За строительство здания и восстановления сквера в одно и тоже время - позволяет декларировать здание под нарицанием "дворец".
Сегодня Дворец является резиденцией первого в России и второго в мире филиала Сеченовского Университета. С общей площадью помещений 10000 м2.

## История

### Предпосылки к строительству 1733-1944 гг.
В 1733 году императрица Анна Иоановна издаёт указ о формировании правоохранительных органов в 23 городах помимо Санкт-Петербурга, в числе которых оказался Брянск. В то время первые полицейские были расквартированы в Брянской крепости, редуте на Петровской Горе, в оружейных мастерских и прочих казарменных учреждениях монастырей и военных укреплений.
С 1775 года по «Учреждению для управления губерний» в Брянске создана городская управа благочиния и введены должности городничих и полицмейстеров. Город был разделён на кварталы, под надзором приставов и квартальных стряпчих, сегодняшних участковых. Соответственно стали появляться квартальные полицейские участки, где дополнительно расквартировывались служащие правопорядка.
В 1780 году Брянск стал одним из городов получившим новый генеральный план города с застройкой учреждённой императрицей Екатериной II. Чуть позже в 1780-ых годах в Брянске зарождается Тюремный замок, ставшей очередным местом пребывания лиц правопорядка. Позднее к 1823 году был построен новый каменный корпус расширивший возможности тюрьмы.
К 1856 году Брянская полиция обзавелась главным штабом, который расположился в Круглом сквере на Красной площади Брянска. Это здание было выполнено в эклектичном стиле и сочетает мотивы кирпичной готики, с элементам классицизма и мелкой отсылкой к старой русской архитектуре.
В 1898-1899 годах в посёлках Бежица и Радица при промышленных предприятиях зарождается органы правопорядка.
С 1 апреля 1920 года на карте появляется Брянская губерния, что повлияло на создание особых объектов централизованного характера. Однако подобные меры так и не коснулись органов правопорядка.
С 9 ноября 1925 года Бежица становится городом, а в месте с ней органы правопорядка получают статус центрального городского управления.
Большое количества отделений в городах являющихся сегодня частью Брянска, способствовало организации работы в регион. Губернским центром внутренних, как и прежде стало здание 1856 года. Однако в 1930-ых становилось проблематично качественно исполнять свои обязанности в сочетании с новыми прихотями. Это дало идею о создании полномасштабного центрального управления региона.

### Создание Полицейского дворца
С 1941 года по 1943 год Брянск и Бежица находились под оккупацией солдат вермахта. В эти годы часть города была разрушена, что повлияло вид города реализации генерального плана Екатерины II. Уже с 1946 года главный архитектор города Брянска, Борис Петрович Шавырин принялся за завершение создания образа исторического центра.
5 июля 1944 года был переобразован Брянский регион в образе Брянской области, что дало окончательный толчок для создания централизованных учреждений в городе Брянске.
26 июля 1944 года создание отдела УНКВД по Брянской области в сфере отдела исправительно-трудовых колоний , который взял на себя контроль за тюрьмами и колониями городов Брянска, Стародуба, Мглина и Новозыбкова.
В 1949 году, завершив основную часть восстановления города, на месте бывших усадебных домов в соответствии с генпланом началось возведения первого корпуса Дворца. Проектировка была доверена одному из лауреатов Сталинской премии 3-й степени за Жилой дом работникам МГБ в Москве от 1948 года, архитектору Спиридонову Г.И., работавшему при сегодняшнем проектном институте ФСБ России. Дворец стал одним из четырёх проектов о которых дано знать. Так же этот архитектор создал один из немногих примеров сталинского ампира в Брянске известный, как Дом Госбезопасности, а кроме того в 1940 году построил здание Казанской железной дороги по улице Чернышевского в городе Казань.
К 1 мая 1954 года было построено две секции Дворца, которые вместе образовали вид необычного углового здания. В тоже время закончилось после военное восстановление сада позднее получившего звание "Сквер Тютчева". После открытия здания Дворца в его стенах расположилась штаб-квартира Управления внутренних органов по Брянской области. В советской терминологии здание название "Здание Совнархоза".

### Полицейский дворец сегодня
С 11 января 2003 года УВД по Брянской области юридически стало именоваться УМВД по Брянской области за что вслед и здание стало именоваться похожим образом.
В 2013 году в рамках идеи развития территории района бывшего Старого Аэропорта, была предложена мысль о переносе УМВД по Брянской области ближе к географическому центру города.
5 мая 2020 года прошла закладка нового Дворца УМВД.
В 8 ноября 2023 года прошло открытие нового Дворца УМВД, а позднее и произошел переезд учреждений Брянской областной полиции в новое здание.
В 2024 году начались переговоры о создании в городе Брянск полного цикла обучения студентов сферы медицины. Инициатива создания филиала принадлежит академику Петру Глыбочко — уроженцу села Кувшиново, Почепского района, Брянской области и ректору Сеченовского Университета. Работы по реставрации и реконструкции Полицейского дворца начались в том же году для чего в было выделено 600 миллионов рублей. Кроме ремонта Дворца, так же был построен спортивный зал и уличная площадка.
1 сентября 2025 года в здании Полицейского дворца официально расположен Брянский филиал Сеченовского Университета. По совместительству ставший первым в России и вторым в Мире филиалом после Бакинского. Кроме того технически является самым крупным филиалом.

## Архитектура

### Веяния и предпосылки

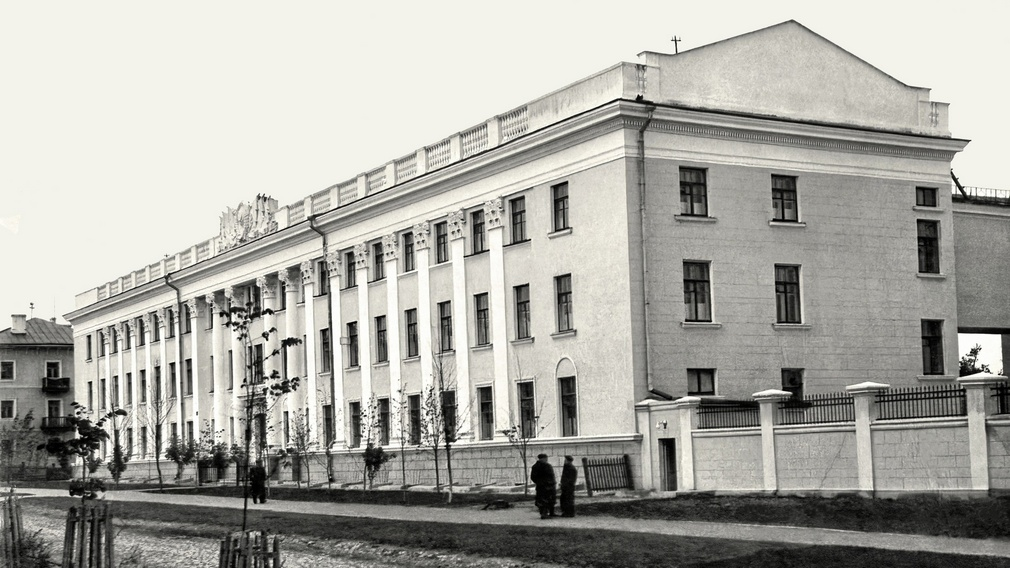
Дом Государственной Безопасности в Брянске, в 1952-1954 годы

Брянский Дворец выполнен Спиридоновым Г.И. в стиле ретроспективной неоклассики по типу «замок на вершине». Здание значительно отличается на фоне другой работы данного архитектора, а именно одного из примеров сталинской монументальной архитектуры - Дома Государственной Безопасности. Полицейский дворец является ярким примером адаптации веяний архитектуры Санкт-Петербурга XIX века. Одним из атрибутов этой архитектуры является наличие двухэтажного подклетного этажа, что было продиктовано низкой этажностью зданий в Петербурге, подтоплениями и условиями создания монументального образа речных фасадов города. Последнее могло использоваться из-за возможного взгляда на дворец со стороны оврага, а подобное решение с оформлением позволило подчеркнуть монументальность и значимость здания с других перспектив. Сочетание же подобных форм создало впечатляющий образ здания в условиях стеснённой и низкоэтажной застройки исторического центра города. Ансамблевые идеи которого продолжили декларироваться и в адаптации генерального плана Екатерины II от архитектора Бориса Шавырина.
Здание представляет собой угловую секцию собранную из двух корпусов. Оно имеет два главных фасада оба из которых являются частью окружающей панорамы Театральной площади.

### Проспектный фасад

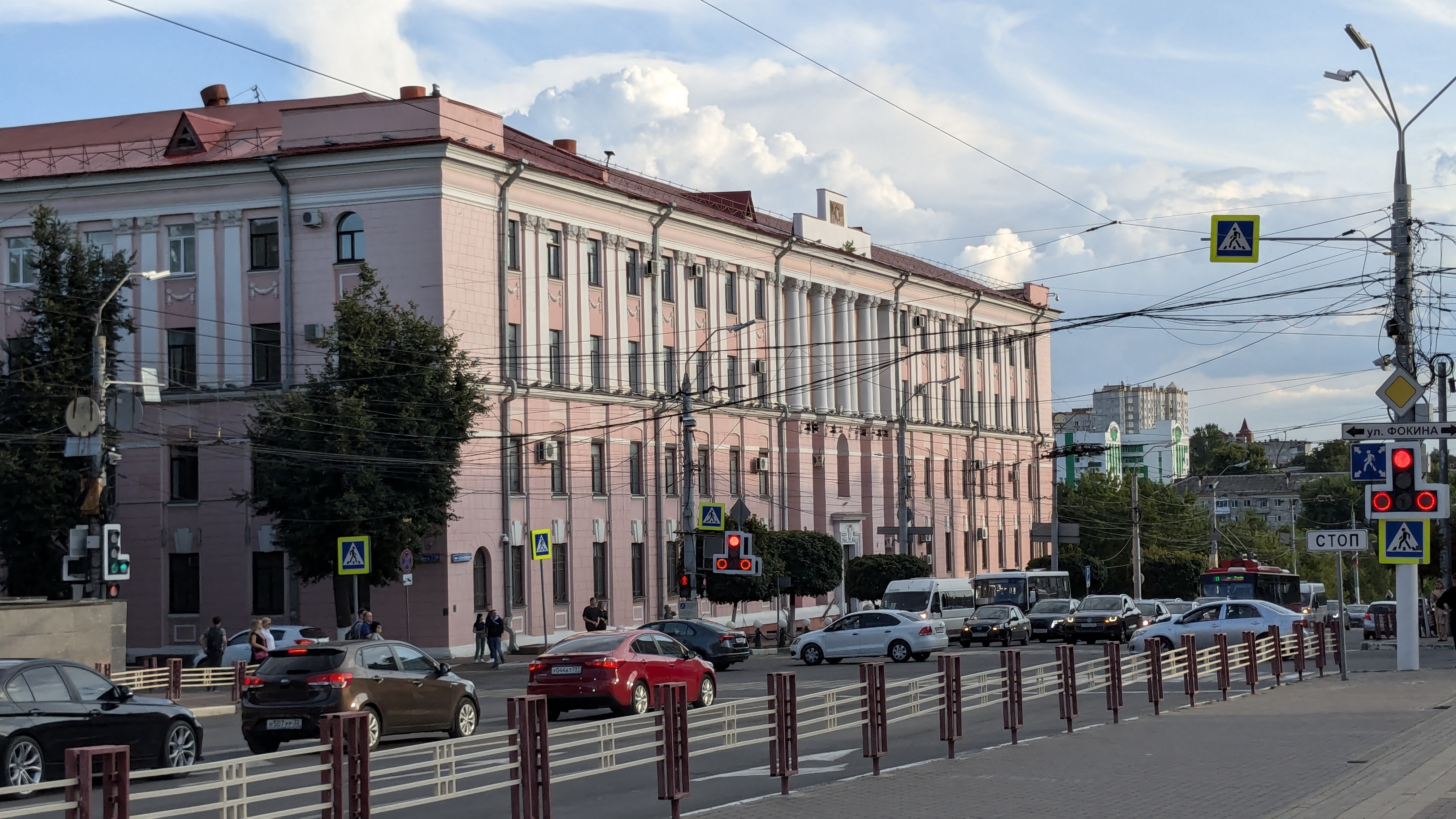
Фасады Полицейского дворца вид с Театральной площади, Брянск, 2024 год

Самым крупным фасадом здания является проспектный. Окнами он выходит на главный фасад Брянского Центрального Универмага и на главный проспект города. Первый и второй этаж являются частью единой подклетной, рустованной группы из 22-ти окон первого и 21-го окна второго этажа. 2 крайних окна первого этажа выполнены в арочной форме. Все остальные окна углублены в неглубокие ниши. Исключение 4 центральных окна на первом этаже и 5 центральных на втором этаже, которые углублены в фасад на размер входного тамбура. Окна первого этажа имеют подоконные ниши выложенные белыми рамками, а перемычку украшают белые замковые камни. Исключение арочные окна. Оконный ряд первого этажа разделяет входной портал с псевдо маскароном. Окна второго этажа рассекает белый молдинг, а окна имеют полу-арочные завершения неглубоких ниш. Над порталом главного входа расположена крупный арочный проём, в котором в глубокой нише расположено окно. В таких же глубоких нишах расположены и 4 соседних окна.
Снизу от подклетной группы расположен рустованный цокольный этаж с небольшим рустованным контрфорсом у основания и перетекающий в карниз между цоколем и подклетом.
Подклетная группа завершается карнизом между вторым и третьим этажом. Подоконники окон третьего этажа расположены по карнизу. Оконные линии ограничиваются рустованными брэндмауэрами. Пространство между 21-им окном третьего и 21-им окном четвёртого этажа украшено фестонами расположенными в не глубоких нишах. 5 центральных окон третьего и четвёртого этажа расположены в нише и имеют общие архивольты. Соответственно 5 центральных окон последнего этажа имеют арочную форму. Пространство между ними занимают 8 коринфских колонн расположенных на импровизированных пилонах-стилобатах протяженных с первого до карниза третьего этажа и образующие глубокие ниши подклетной группы. Пространство между остальными окнами рассечено коринфскими пилястрами с общим количеством 32 штуки. Пространство над колоннами и пилястрами завершается тенией и метопой переходящей в карниз. Весь главный фасад завершается двучастным фронтоном.

### Садовый фасад

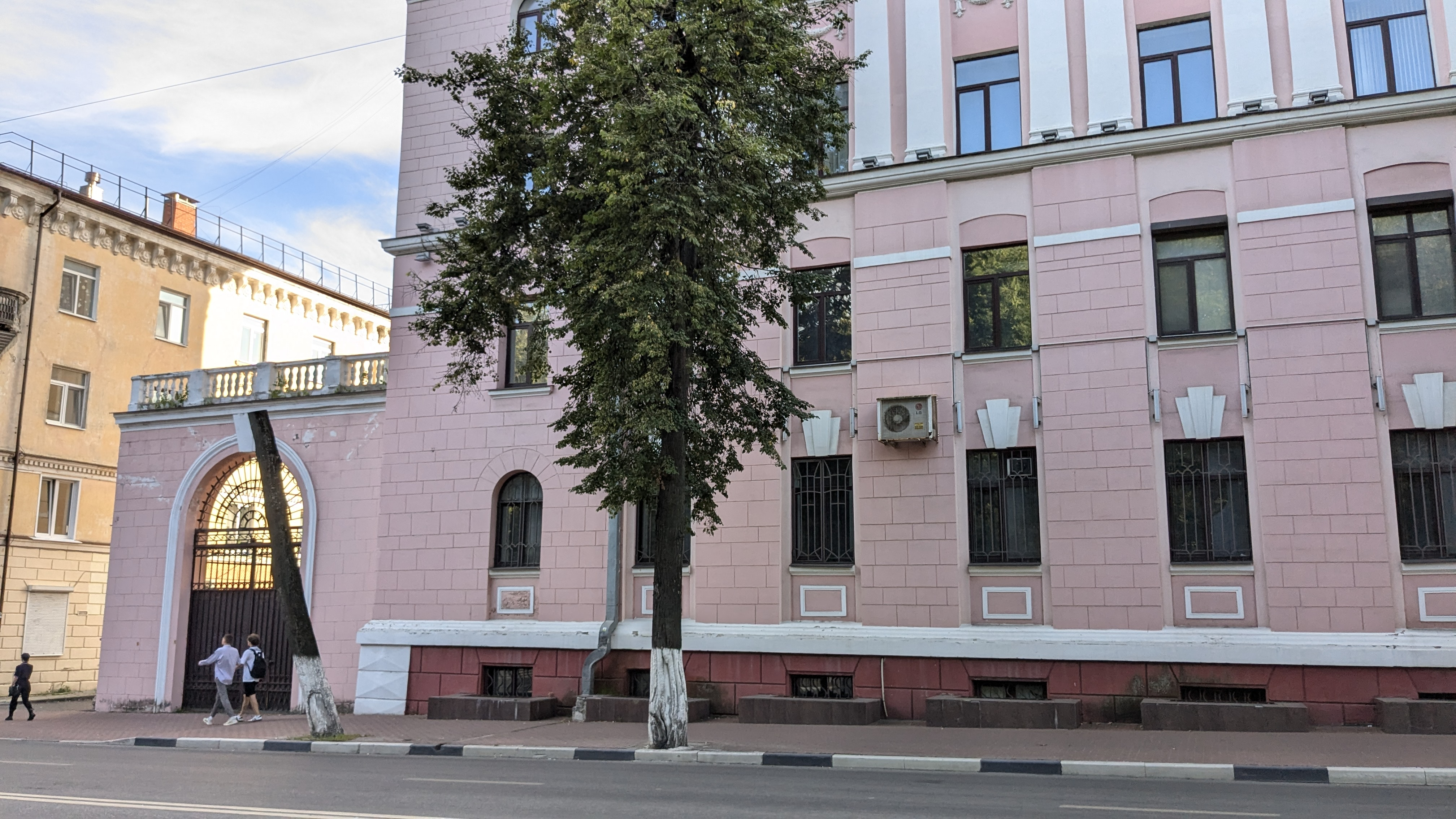
Фрагмент садового фасада с арочным проездом Полицейского дворца

Второй главный фасад элементами перекликается с проспектным и отличается о разве что в количестве элементов.
Окнами он выходит на сквер Тютчева и улицу Комарёвская Гора, сегодня Фокина. Первый и второй этаж являются частью единой подклетной, рустованной группы из 16-ти окон первого и 17-ти окон второго этажа. 2 крайних окна первого этажа выполнены в арочной форме. Все остальные окна углублены в неглубокие ниши. Исключение 2 центральных окна обрамляющие портал входа на первом этаже и 3 центральных на втором этаже, которые углублены в фасад на размер входного тамбура. Окна первого этажа имеют подоконные ниши выложенные белыми рамками, а перемычку украшают белые замковые камни. Исключение крайние окна обоих этажей. Оконный ряд первого этажа так же разделяет входной портал с псевдо маскароном. Окна второго этажа рассекает белый молдинг, а окна имеют полу-арочные завершения неглубоких ниш. Над порталом главного входа расположена крупный арочный проём, в котором в глубокой нише расположено окно. В таких же глубоких нишах расположены и 2 соседних окна.
Снизу от подклетной группы расположен так же как и на главном фасаде рустованный цокольный этаж с небольшим рустованным контрфорсом у основания и перетекающий в карниз между цоколем и подклетом.
Подклетная группа завершается карнизом между вторым и третьим этажом. Подоконники окон третьего этажа расположены по карнизу. Пространство между 17-тью окнами третьего и 17-тью окнами четвёртого этажа украшено фестонами расположенными в не глубоких нишах. 3 центральных окна третьего и четвёртого этажа расположены в нише и имеют общие архивольты. Соответственно 3 центральных окна последнего этажа имеют арочную форму. Пространство между ними занимают 4 коринфских колонны расположенных на импровизированных пилонах-стилобатах протяженных с первого до карниза третьего этажа и образующие глубокие ниши подклетной группы. Пространство между остальными окнами рассечено коринфскими пилястрами с общим количеством 24 штуки. Крайние окна линии остекления 4-ого этажа имеют арочную форму. Пространство над колоннами и пилястрами завершается тенией и метопой переходящей в карниз. Весь главный фасад завершается двучастным фронтоном.

С левой стороны к фасаду примыкает арка с архивольтом и замковым камнем. Она знаменует въезд на внутреннюю территорию Дворца. Арочный проезд выполнен в стилистике рустованной подклетной группы и завершается карнизом с тумбами, перилами и балясинами.

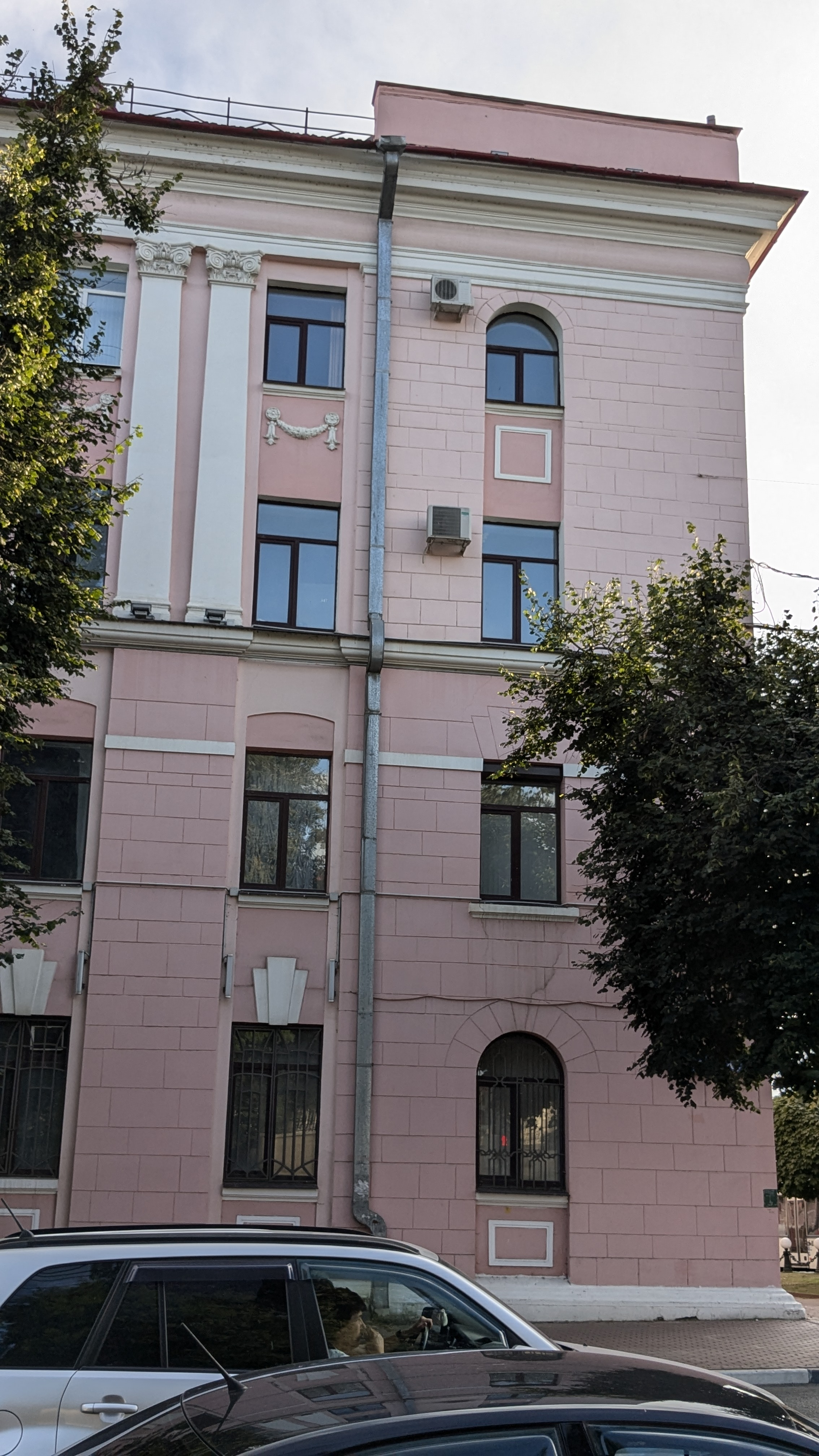
Вид архитектурных элементов северного угла Полицейского дворца
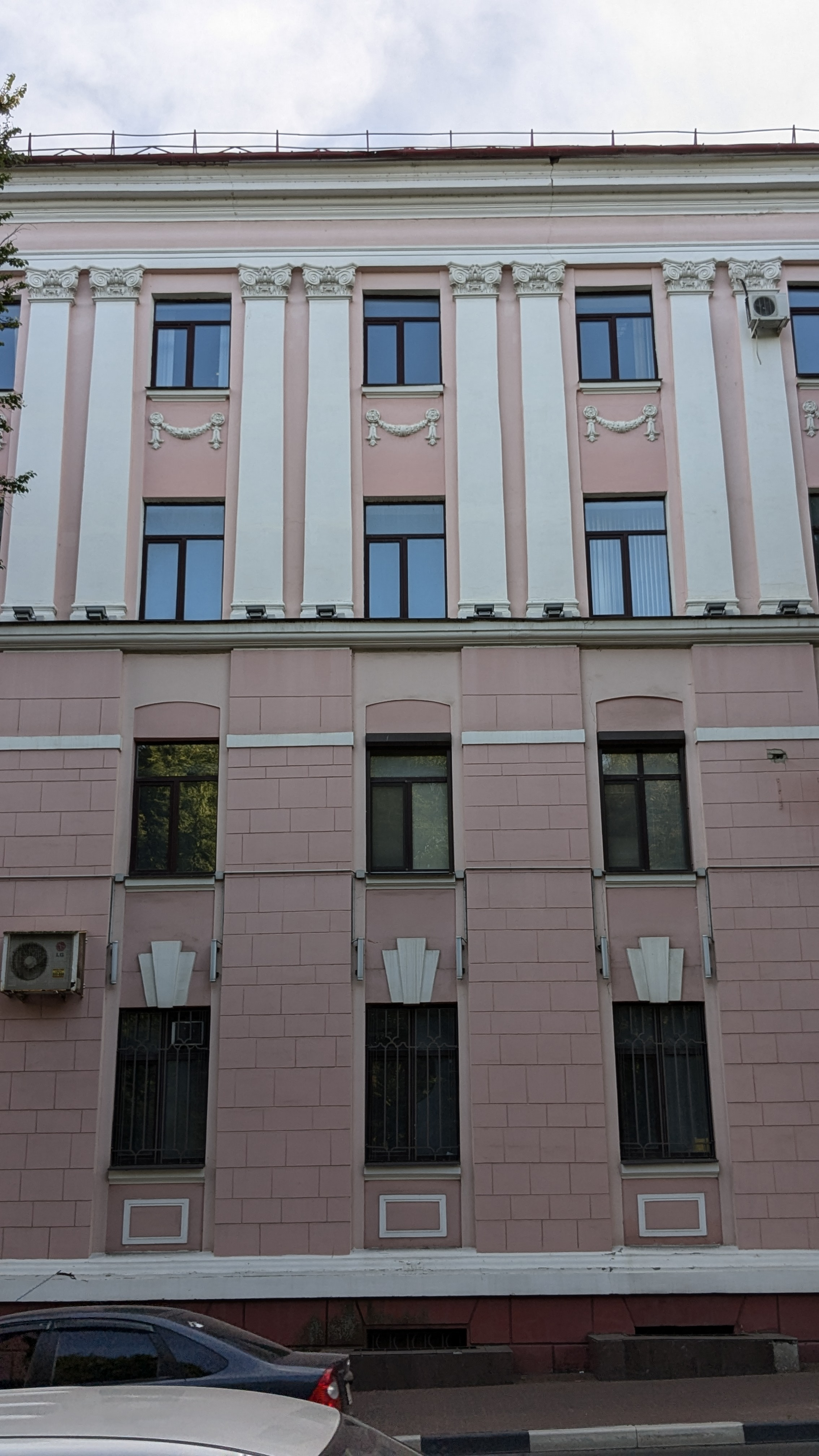
Вид архитектурных элементов садового фасада Полицейского дворца

### Овражный фасад
Третий главный фасад самым маленьким из демонстрационных.
Окнами он выходит в сторону оврага реки Нижний Судок. Первый и второй этаж являются частью единой подклетной, рустованной группы из 5-ти окон первого и 5-ти окон второго этажа. 2 крайних окна первого этажа выполнены в арочной форме. Все остальные окна углублены в неглубокие ниши. Окна первого этажа имеют подоконные ниши выложенные белыми рамками, а перемычку украшают белые замковые камни. Исключение крайние окна обоих этажей. Окна второго этажа рассекает белый молдинг, а окна имеют полу-арочные завершения неглубоких ниш.
Снизу от подклетной группы расположен так же как и на главном фасаде рустованный цокольный этаж с небольшим рустованным контрфорсом у основания и перетекающий в карниз между цоколем и подклетом.
Подклетная группа завершается карнизом между вторым и третьим этажом. Подоконники окон третьего этажа расположены по карнизу. Пространство между 3-мя окнами третьего и 3-мя окнами четвёртого этажа украшено фестонами расположенными в не глубоких нишах. Пространство между ними занимают 4 коринфскими пилястрами с общим количеством 4 штуки. Пространство над пилястрами завершается тенией и метопой переходящей в завершающий карниз.

## Интерьер
Внутренние убранство выполнено в образе с отсылкой к неоклассическим мотивам эпохи ампира с типовыми веяньями административных интерьеров сталинского ампира.

### Интерьер административного здания УМВД по Брянской области
Хотя точных планов интерьера не публиковались, общие сведения о зонировании можно описать на основе тендерной документации и задач ремонта:
В здании были размещены служебные кабинеты и коридор на 4-м этаже, которые проходили капитальный ремонт в 2011 году (тендер № 9084603 на ремонт кабинетов и коридора 4‑го этажа) Брянские новости+9Бикотендер+9Брянские новости+9.В административной части располагались:
- кабинеты руководства и подразделений МВД;
- технические помещения;
- коридорные галереи, ведущие к административному блоку с кабинетами.

В 2025–2026 гг. в рамках преобразования здания под филиал Сеченовского университета, ведётся капитальный ремонт помещений: частично сохраняются зоны планировки (прежде открытые коридоры и кабинеты), но внутренние перегородки и отделка подлежат модернизации или замене в соответствии с новым назначением
Из описаний охранного статуса здания и требований к реставрации вытекают следующие требования. Под охрану взяты интерьерные элементы фасадов и интерьеры здания, как часть культурного наследия — это означает наличие характерных декоративных решений внутри: возможно, лепнина, крупная лифтовая зона, лестницы, панорамные окна, столовая зона для сотрудников и вестибюль с мраморной отделкой или имитацией — для административных зданий.

### Интерьер Брянского филиала Сеченовского Университета
После капитального ремонта здание переоборудовано под технические и жилые зоны. Проект делит пространство на три ключевых блока:

###### 1. Образовательный блок - учебные принадлежности и лаборатории
Расположен, на опасных этажах здания. Планировка:
- Аудитории для лекционных занятий.
- Семинарские комнаты (на 15–30 человек).
- Лабораторные и симуляционные классы по медико-биологическим дисциплинам.
- Библиотека и читальный зал, проект обсуждался.
- Учебно-методические кабинеты, включая преподавательские и административные помещения.

###### 2. Общежитие - жилой блок.
В здании должны иметься
Сектор для студентов - это жилые блоки рассчитаны на 2–4 человека. Оснащены:
- индивидуальный внешний вид,
- столами, тумбами, шкафами,
- нарушение подключения к интернету и розетками с УЗО.
- Минимум одна общая кухня на этаже, с электроплитами, вытяжками, кухонными плитами и посудой для приготовления пищи. С установки вытяжной вентиляции и систем пожарного контроля.
- Душевые, где расположены душевые кабины — общие на этаже, раздельные по половому признаку.
- Санузлы — либо общие, либо при комнатах в зависимости от планировки блока.
- По одной или нескольким прачечным на блоке/этаже с промышленными стиральными машинами, сушилками, гладильными досками.

#### 3. Студии для преподавателей
Предусмотрена разработка жилых студий на 1–2‑комнаты для временного проживания:
- преподавания,
- врачи-кураторы,
- приглашённые специалисты.

В отличие от студенческих комнат, эти студии имеют:
- напольные санузлы и мини-кухни,
- улучшенную отделку и звукоизоляцию,

По непубличным данным, дворец может вместить: около 80–100 студентов в общежитии до 15 преподавательских студий и несколько сотен обучающихся в учебных помещениях одновременно, в зависимости от расписания и плотности группы.

## Название

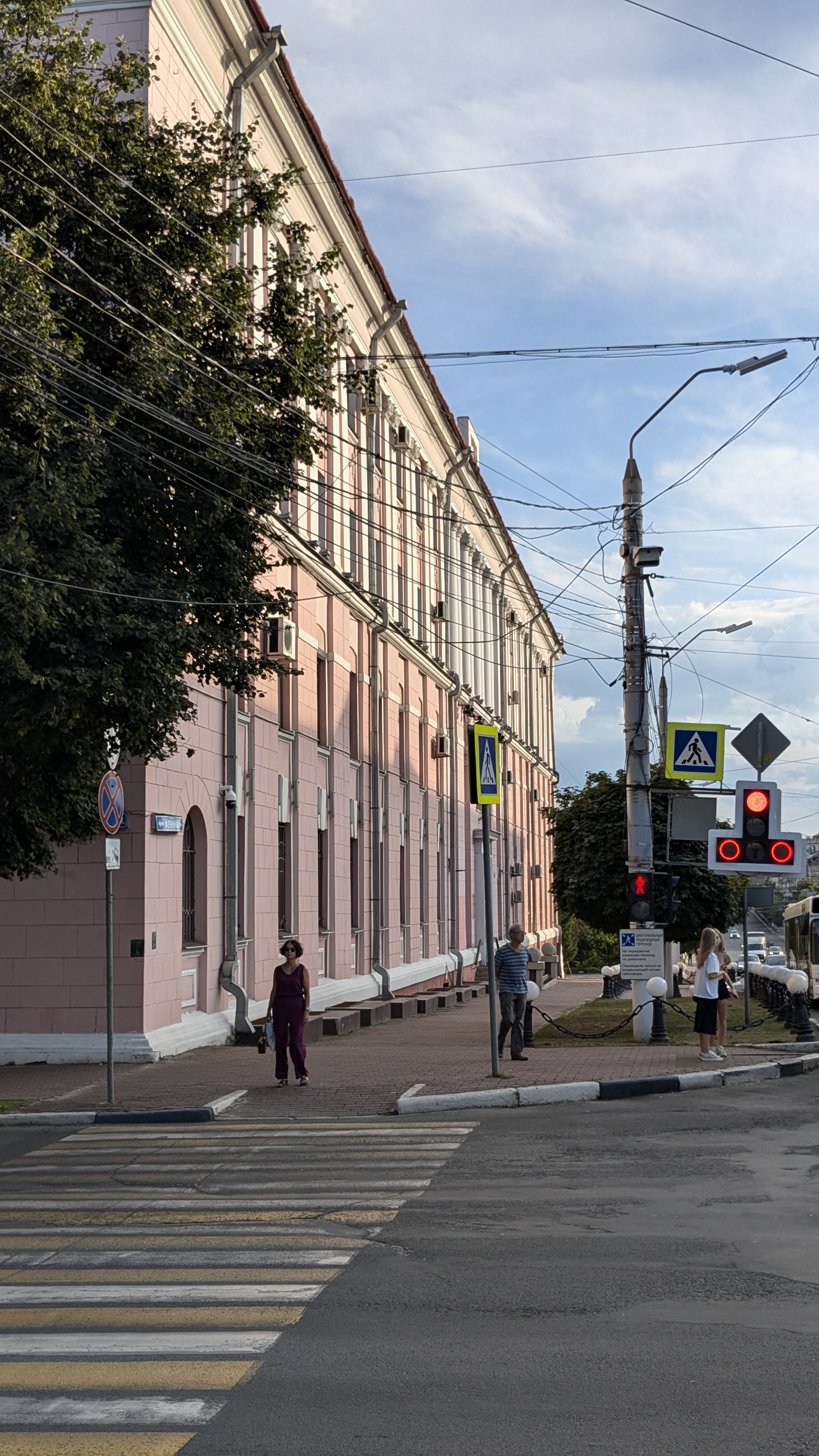
Прострел вдоль главного фасада Полицейского дворца по проспекту

Своим названием Полицейский дворец обязан находившимся в нём центральному отделению областной полиции, известной как УМВД по Брянской области. В качестве памяти старому зданию МВД и его виду эксплуатации. С конца 2023 года жители города не редко стали называть здание почётным званием «Полицейский дворец». Тем не менее так же фигурировало название старое здание УМВД по Брянской области или чаще Старое МВД.
Присвоение зданию титула «дворец» вызвано от словообразования слова «дворец» взятого от именования крупных приусадебных территорий - дворов. Являясь композиционным дополнением к скверу Тютчева данное здание стало нечто большим чем «дом».
В нормативной документации 1944-1954 годов здание часто фигурировало под званием «Здание Совнархоза». Под этим же названием и было представлено открытие Дворца. За что здание вошло в топонимический конфликт с жителями города, так как за долго до открытия стало известно что Дворец станет штаб-квартирой УВД по Брянской области, а о расположении в здании совета народного хозяйства не шло и речи. Тем не менее сегодня рабочие название Дворца было включено и фигурировало документации о регистрации здания, как объекта культурного наследия Брянской области.
Перечень названий Полицейского дворца:
- Здание Совнархоза
- Здание отдела УНКВД по Брянской области
- УВД по Брянской области
- Административное здание УМВД по Брянской области
- Дежурная часть на Театральной площади
- Дежурная часть у ЦУМа
- Бывшее здание УМВД по Брянской области
- Медицинский ВУЗ
- Брянский филиал Сеченовского Университета
- Полицейский дворец
- Дворец

## Список источников

###### Печатные издания
- Акимов, С. С., Светлаков, Н. Д., К стилистическому определению советской архитектуры послевоенного десятилетия // Вестник Волжского регионального отделения Российской академии архитектуры и строительных наук. — 2013. — № 16. — С. 100–105.
- Грабарь, И. Э., Петербургская архитектура в XVIII и XIX веках // История архитектуры. — М.: Издание И. Кнебель, 1910. — Т. III. — 584 с.
- Городков, А. А., Я пишу о Брянске: очерки об истории архитектуры города / А. А. Городков. — Брянск: Гриф и К, 2002. — 352 с.
- Кириков, Б. М., Архитектурные памятники Санкт-Петербурга / Б. М. Кириков. — 2-е изд. — СПб.: Коло, 2007. — 384 с.
- Ларичев, Е., Архитектура умолчания // Неприкосновенный запас. — 2002. — № 5.
- Осиновский, А. А., Исследование культурологического и архитектурного образа Полицейского дворца / А. А. Осиновский. — Брянск, 2023–2024. — Неопубл. рукопись.
- Осиновский, А. А., Детальное исследование архитектурных веяний XX века / А. А. Осиновский. — Брянск; Санкт-Петербург; Великий Новгород; Москва: работа в процессе, начата в 2024 — Неопубл. рукопись.
- Снегирёв, В. Л., Московское зодчество: очерки по истории русского зодчества XIV—XIX веков / В. Л. Снегирёв. — М.: Московский рабочий, 1948. — 290 с.
- Степанов, А. В., Феноменология архитектуры Санкт-Петербурга / А. В. Степанов. — СПб.: Арка, 2016. — 396 с. — ISBN 978-5-91208-236-8.

###### Электронные источники
- В Брянске сняли вывески со старого здания УМВД на проспекте Ленина
- В Брянске взяли под охрану бывшее здание областного УМВД
- На открытие нового здания УМВД в Брянске приехал замглавы МВД В. Шулика
- В Брянске откроют здание УМВД к Дню полиции
- Новое здание брянского УМВД одели в фасадную плитку
- Тендер № 9084603: ремонт коридора и кабинетов 4 этажа здания УВД Брянской области
- Возрождение разрушенного города: история восстановления Брянска